# タイムシフト視聴率
タイムシフト視聴率（タイムシフトしちょうりつ。録画再生率とも）は、2015年1月から日本の視聴率調査会社「ビデオリサーチ」が提供している視聴率統計のことである。放送された該当のテレビ番組をテレビ所有世帯のうち何パーセントが7日間以内に再生視聴したかを表す推定値とされ、録画視聴率とも称される。

## 解説
これまで、テレビの視聴率は放送番組を実際にリアルタイム（生）で見ている人の割合だけを示してきたが、近年はハードディスクやDVD・Blu-ray Discなどのビデオレコーダーで録画して視聴する世帯が増えていることを踏まえ、視聴実態をより正確に調べるとする目的で2012年夏に試験的に、東京都都心から30㎞圏内に住む213世帯のビデオレコーダーを持つ世帯を対象としてタイムシフト視聴率の統計を取り始めた。これを2013年秋から対象地域を関東地方1都6県の300世帯に広げて試験集計を実施している。ただし、タイムシフト視聴率はこの時点では正式調査開始前のため、リアルタイムでの視聴率統計を取っている世帯とは別の世帯が対象となっていたため、リアルタイム視聴率と、タイムシフト視聴率との単純な比較、合算はすることができない。
統計の取り方は、音声フィンガープリント方式による機械式調査で、対象期間中の放送番組について、その放送日から数えて7日間以内に再生して視聴したものを統計としてまとめたものである。
まずそのサンプルとして2014年3月31日から6月29日の3か月間（春季編成期間）を対象とした統計を公表（複数回放送の連続番組については、期間中に放送された全部の放送回の平均数値を対象）。その上位10位以内に入った番組のうち、8番組がドラマであり、「リアルタイム」と「タイムシフト」を合わせた視聴率が20%を超えるものもあった。
正式調査としては、2016年の「年度下期」から（同年10月3日調査分から）関東地区で従前のリアルタイム視聴率調査世帯600に正式調査開始前のタイムシフト視聴率調査世帯300を合わせた900世帯すべてに対し、リアルタイム視聴率・タイムシフト視聴率の両調査を開始しているが、2018年の「年度」から（同年4月2日調査分から）関西地区で、同年の「年間下期」から（同年7月2日調査分から）名古屋地区で、それぞれタイムシフト視聴率の調査を各地区のリアルタイム調査全世帯600に拡大予定。
同社の統計では、リアルタイムとタイムシフトの両方法で重複して視聴された場合を重複視聴率とし、タイムシフト視聴率を乗じた総合視聴率を下記のように説明している。
- 総合視聴率 = 視聴率（リアルタイム）＋タイムシフト視聴率－重複視聴率